# Smith & Burrows
Smith & Burrows is een Engelse band, bestaande uit Tom Smith, de zanger van Editors, en Andy Burrows, de voormalige drummer van Razorlight. Samen brachten de twee vrienden eind 2011 een kerstalbum uit, gevolgd door een nieuw album in 2020.

## Biografie

### Funny Looking Angels
Het album zou ontstaan zijn tijdens de vele drinkpartijen in een pub, daarna bij elkaar thuis en uiteindelijk in elkaars thuisstudio. Daar kwamen ze op het idee om samen een plaat uit te brengen. Gezien hun gelijkaardige passie voor oude kerstplaten, werd het een plaat met winterse kerstnummers.
Ze hebben elk een deel van de zang vervuld, waarbij een mix van nieuwe nummers en covers zijn opgenomen. Covers als Only You van Yazoo, Funny Looking Angels van Delta en Wonderful Life van Black staan op de plaat. Als gastzangeres in het nummer The Christmas Song is Agnes Obel te horen.
Op 28 november 2011 kwam het album Funny Looking Angels uit, onder de artiestennaam Smith & Burrows. De eerste en enige single van dit album, When The Thames Froze, stond op 14 januari op de derde plaats in de Afrekening van Studio Brussel.

### Only Smith & Burrows Is Good Enough
In 2020 besloot het duo na lange tijd weer samen muziek te maken. Dit resulteerde in de single All the Best Moves, gevolgd door Old TV Shows. Het nummer Parliament Hill werd het themalied van 3FM Serious Request 2020. Deze drie nummers verschenen samen met zeven andere nieuwe liedjes op het tweede studioalbum Only Smith & Burrows Is Good Enough, dat verscheen op 19 februari 2021. Op dezelfde dag werd de vierde single uitgebracht, getiteld I Want You Back in My Life.

## Discografie

### Albums
| Album met eventuele hitnotering(en) in de Nederlandse Album Top 100 | Datum van verschijnen | Datum van binnenkomst | Hoogste positie | Aantal weken | Opmerkingen |
| ------------------------------------------------------------------- | --------------------- | --------------------- | --------------- | ------------ | ----------- |
| Funny Looking Angels                                                | 25-11-2011            | 03-12-2011            | 32              | 7            |             |
| Only Smith & Burrows Is Good Enough                                 | 19-02-2021            | 27-02-2021            | 10              | 2            |             |

| Album met hitnotering(en) in de Vlaamse Ultratop 200 albums | Datum van verschijnen | Datum van binnenkomst | Hoogste positie | Aantal weken | Opmerkingen |
| ----------------------------------------------------------- | --------------------- | --------------------- | --------------- | ------------ | ----------- |
| Funny Looking Angels                                        | 2011                  | 03-12-2011            | 14              | 13           |             |
| Only Smith & Burrows Is Good Enough                         | 19-02-2021            | 27-02-2021            | 4               | 6            |             |

### Singles
| Single met eventuele hitnotering(en) in de Nederlandse Top 40 | Datum van verschijnen | Datum van binnenkomst | Hoogste positie | Aantal weken | Opmerkingen |
| ------------------------------------------------------------- | --------------------- | --------------------- | --------------- | ------------ | ----------- |
| When the Thames Froze                                         | 07-11-2011            | 17-12-2011            | 36              | 3            |             |

| Single met hitnotering(en) in de Vlaamse Ultratop 50 | Datum van verschijnen | Datum van binnenkomst | Hoogste positie | Aantal weken | Opmerkingen |
| ---------------------------------------------------- | --------------------- | --------------------- | --------------- | ------------ | ----------- |
| When the Thames Froze                                | 2011                  | 10-12-2011            | 10              | 7            |             |
| All the Best Moves                                   | 2020                  | 27-06-2020            | tip30           | -            |             |
| Old TV Shows                                         | 2020                  | 17-10-2020            | tip47           | -            |             |
| Parliament Hill                                      | 2020                  | 26-12-2020            | tip             | -            |             |
| I Want You Back in My Life                           | 2021                  | 27-02-2021            | tip20           | -            |             |